# Liste der Kulturdenkmäler in Grünstadt
In der Liste der Kulturdenkmäler in Grünstadt sind alle Kulturdenkmäler der rheinland-pfälzischen Stadt Grünstadt einschließlich der Stadtteile Asselheim und Sausenheim aufgeführt. Grundlage ist die Denkmalliste des Landes Rheinland-Pfalz (Stand: 19. Dezember 2024).

## Grünstadt

### Denkmalzonen
| Bezeichnung                    | Lage | Baujahr                 | Beschreibung | Bild            |
| ------------------------------ | --- | ----------------------- | --- | --------------- |
| Denkmalzone Berggasse          | Berggasse 1–15, Westlicher Graben 51 Lage | 17. bis 19. Jahrhundert | geschlossen bebauter Straßenabschnitt innerhalb der Altstadt mit Bauten des 17. bis 19. Jahrhunderts | BW              |
| Denkmalzone Bitzenstraße       | Bitzenstraße 15–41 (ungerade Nummern), Poststraße 23 Lage                                                                                           |                         | Straßenzug aus spätklassizistischen und späthistoristischen Reihenhäusern und villenartigen Bauten | BW              |
| Denkmalzone Friedhof           | Friedhofstraße Lage | 1874                    | der historische Bereich des 1874 angelegten Friedhofs mit den beiden unteren Geländestufen und der Umfassungsmauer, barockisierenden Toranlage des frühen 20. Jahrhunderts, Leichenhalle 1930/31, zahlreiche Grabdenkmäler des 19. und 20. Jahrhunderts | BW              |
| Denkmalzone Kirchheimer Straße | Kirchheimer Straße 20–46 (gerade Nummern) und 29–35 (ungerade Nummern) Lage                                                                         |                         | Straßenzug der gründerzeitlichen Stadterweiterung, eineinhalb- bis zweieinhalbgeschossige historistische Reihenhäuser, zum Teil mit Vorgärten | BW              |
| Denkmalzone Siedlungskern      | Neugasse 2–46 (gerade Nummern), 1–59 (ungerade Nummern), Obergasse 7–15, Ochsengasse, Schillerplatz, Schulgasse, Wedengasse, Westlicher Graben Lage |                         | einer der ursprünglichen Bebauungskerne der fränkischen Siedlung, im Westen bis an die mittelalterliche Stadtgrenze reichend, einschließlich ehemaligem Markt (Schillerplatz), gräflichem Unterhof und Oberhof, Lateinschule, Gemeindebackhaus, Friedenskirche und Martinskirche, Wohnhäusern und Ackerbürgerhäusern | BW              |
| Denkmalzone Peterspark         | Asselheimer Straße Lage | 1904                    | ehemaliger Kirchhof der 1818 abgebrochenen Peterskirche, einer der Siedlungskerne der Stadt, Friedhof bis 1874 in Gebrauch, seit 1904 Park, 1949 umgestaltet, in jüngerer Zeit der östliche Abschnitt an der Uhlandstraße angegliedert; Einfassung durch mittelalterliche, barocke und neuzeitliche Mauern bzw. Zaun; zahlreiche Grabsteine des 17. und 18. Jahrhunderts, spätklassizistisches, gusseisernes Napoleonsveteranen-Denkmal von 1852, nach einem von dem Bildhauer Aloys Boller gefertigten Original auf dem alten Friedhof Worms, Kriegerdenkmal 1870/71, 1905 von Bildhauer Eduard Beyrer, München | Fotos hochladen |
| Denkmalzone Stadtpark          | nordwestlich der Stadt; Flur Auf der Platte Lage | 1887                    | Landschaftsgarten, 1887 nach Entwurf von Gärtner Koch, 1910 Serpentinenweg von der Stadt aus, Gaststätte „Parkhaus“, Heimatstilbau, nach 1918, Erweiterung 1930; Erfrischungs- und Unterstandshalle 1901, offener Pavillon 1877, Grotte 1893, Kriegerdenkmal 1914/18, Aussichtstürmchen, 1930er Jahre | Fotos hochladen |
| Denkmalzone Jüdischer Friedhof | östlich der Stadt (Max-Planck-Straße); Flur Am Judenbegräbnis Lage                                                                                  | um 1700                 | um 1700 angelegt, um 1850 und 1881 erweitert, bis 1969 belegt; Gittertor 19. Jahrhundert, 453 Grabsteine des 18. bis 20. Jahrhunderts | Fotos hochladen |

### Einzeldenkmäler
| Bezeichnung                         | Lage                                      | Baujahr                            | Beschreibung | Bild                                    |
| ----------------------------------- | ----------------------------------------- | ---------------------------------- | --- | --------------------------------------- |
| Stadtbefestigung                    |                                           |                                    | spätmittelalterliche Ortsbefestigung, die in erhaltenen, zum Teil eingebauten Teilen und Grundstücksgrenzen den vollständigen ursprünglichen Verlauf zeigt; erhaltenen Mauerteile bei Berggasse 16 (⊙), gegenüber den Rückgebäuden von Neugasse 39–45 (ungerade Nummern; ⊙) sowie zwischen Obergasse 37 und 39 (⊙); im Bereich Östlicher Graben 22–30 (gerade Nummern) abgebrochen | Direkt Bild zu diesem Denkmal hochladen |
| Wohnhaus                            | Asselheimer Straße 3 Lage                 | 1905/06                            | villenartiges Wohnhaus, Landhausstilmotive, 1905/06 | BW                                      |
| Wohnhaus                            | Asselheimer Straße 5 Lage                 | 1930                               | dreigeschossiger Putzbau, Neue Sachlichkeit, 1930, Architekt Otto Prott | Fotos hochladen                         |
| Turnhalle                           | Asselheimer Straße 19 Lage                | 1913                               | Mansarddachbau, neubarocke und Jugendstilmotive, 1913, Architekt Heinrich Prott, Umbau und Anbau eines Heimatstilwohnhauses bezeichnet 1935 | Fotos hochladen                         |
| Wohn- und Geschäftshaus             | Bahnhofstraße 8 Lage                      | 1906                               | Wohn- und Geschäftshaus mit Mansarddach, Neurenaissance, 1906; mit Nr. 10 straßenbildprägend | Fotos hochladen                         |
| Wohn- und Geschäftshaus             | Bahnhofstraße 10 Lage                     | 1903                               | späthistoristisches Wohn- und Geschäftshaus mit Mansarddach, 1903 | Fotos hochladen                         |
| Wohnhaus                            | Berggasse 1 Lage                          | 18. Jahrhundert                    | breitgiebliger spätbarocker Mansarddachbau, teilweise Fachwerk, verputzt, 18. Jahrhundert, im Kern aus dem 16. Jahrhundert | BW                                      |
| Gasthof „Zum Schwanen“              | Berggasse 8 Lage                          | 1768                               | ehemaliger Gasthof „Zum Schwanen“; spätbarocker Krüppelwalm-Mansarddachbau, bezeichnet 1768; straßenbildprägend | BW                                      |
| Hoftor                              | Berggasse, an Nr. 13 Lage                 | 1604                               | Hoftor, bezeichnet 1604, Torflügel 19. Jahrhundert | BW                                      |
| Wohnhaus                            | Bitzenstraße 5 Lage                       | 1902                               | späthistoristischer Mansarddachbau, Renaissance- und Barockmotive, 1902; Gruppe mit Nr. 7 | Fotos hochladen                         |
| Wohnhaus                            | Bitzenstraße 7 Lage                       | 1899                               | späthistoristischer Walmdachbau, Renaissance- und Barockmotive, 1899; Gruppe mit Nr. 5 | BW                                      |
| Wohnhaus                            | Bitzenstraße 19 Lage                      | 1907                               | Krüppelwalmdachbau, Landhausstilmotive, 1907, Architekt wohl Peter Heisel | BW                                      |
| Wohnhaus                            | Bitzenstraße 31 Lage                      | 1903                               | villenartiges historisierendes Wohnhaus mit Treppenturm, bezeichnet 1903 | BW                                      |
| Bahnhof                             | Friedrich-Ebert-Straße 2/4 Lage           | 1873                               | dreigeschossiges spätklassizistisches Empfangsgebäude, Neurenaissancemotive, 1873, Veränderungen 1934, Bahnsteigüberdachungen um 1900, Treppengeländer der Unterführung; Stellwerk, 1898/99 | weitere Bilder Fotos hochladen          |
| Fassade                             | Hauptstraße, an Nr. 24 Lage               | 1910                               | Kaufhausfassade, dreigeschossige Jugendstilfassade, Eisenbetonkonstruktion, 1910, Architekt Otto Prott (?) | Fotos hochladen                         |
| Wohnhaus                            | Hauptstraße 26 Lage                       | 18. Jahrhundert                    | spätbarocker Putzbau, 18. Jahrhundert mit älteren Resten, Erweiterung um 1930 | Fotos hochladen                         |
| Wappenrelief                        | Hauptstraße, an Nr. 30 Lage               | 1698                               | Wappenrelief, Ehewappen, bezeichnet 1698 | BW                                      |
| Spolie                              | Hauptstraße, an Nr. 69 Lage               | 1753                               | reliefierter Torschlussstein, bezeichnet 1753 | BW                                      |
| Wohn- und Geschäftshaus             | Hauptstraße 81 Lage                       | zweite Hälfte des 19. Jahrhunderts | zweieinhalbgeschossiges spätklassizistisches Wohn- und Geschäftshaus, zweite Hälfte des 19. Jahrhunderts, in Giebel und Obergeschoss teilweise spätbarockes Zierfachwerk | Fotos hochladen                         |
| Architekturteile                    | Hauptstraße, an Nr. 83 Lage               | 1696                               | Architekturteile des ehemaligen Gasthauses „Zum Ochsen“; Torfahrt bezeichnet 1696; Treppenturmfragment 17. Jahrhundert | Fotos hochladen                         |
| Altes Rathaus                       | Hauptstraße 84 Lage                       | um 1600                            | Putzbau mit ehemals offener Halle, um 1600, bezeichnet 1811 (Umbau) und 1906, Wiederherstellung nach teilweiser Zerstörung 1944–51 | Fotos hochladen                         |
| Torfahrt                            | Hauptstraße, an Nr. 102 Lage              | 15. oder frühes 16. Jahrhundert    | Torfahrt, gotisch, 15. oder frühes 16. Jahrhundert | Fotos hochladen                         |
| Hoftor                              | Hauptstraße, an Nr. 106 Lage              | 1578                               | Hoftor, Renaissance, bezeichnet 1578 | BW                                      |
| Emich- oder Römerbrunnen            | Hauptstraße, vor Nr. 106 Lage             | 1913                               | gründerzeitlicher Laufbrunnen mit Bronzerelief des Grafen Reinhard August zu Leiningen-Westerburg-Altleiningen, als Kreuzritter dargestellt, nach einem Gemälde von Guido Philipp Schmitt, bezeichnet 1913 | Fotos hochladen                         |
| Wohn- und Geschäftshaus             | Hauptstraße 119 Lage                      | 18. Jahrhundert                    | spätbarocker Putzbau, 18. Jahrhundert, historisierender Ladeneinbau spätes 19. Jahrhundert; im Giebel Spolie, bezeichnet 1558 | Fotos hochladen                         |
| Wohn- und Geschäftshaus             | Jakobstraße 2 Lage                        | 18. Jahrhundert                    | spätbarockes Eckhaus, 18. Jahrhundert, Ladeneinbau frühes 20. Jahrhundert; straßenbildprägend | Fotos hochladen                         |
| Hoftor                              | Jakobstraße, an Nr. 6 Lage                | 1578                               | Hoftor, Renaissance, bezeichnet 157[8] | Fotos hochladen                         |
| Hofanlage                           | Jakobstraße 10 Lage                       | 1730                               | Hofanlage; barockes Wohnhaus, bezeichnet 1730, Ladeneinbau erste Hälfte des 19. Jahrhunderts | Fotos hochladen                         |
| Hofanlage                           | Jakobstraße 11 Lage                       | 19. Jahrhundert                    | Hofanlage, 19. Jahrhundert; klassizistischer Putzbau, Torfahrt bezeichnet 1833 | Fotos hochladen                         |
| Wohnhaus                            | Jakobstraße 13 Lage                       | 1845                               | stattlicher spätklassizistischer Putzbau mit Altanvorbau, 1845 | Fotos hochladen                         |
| Jakobslust                          | Jakobstraße 15 Lage                       | 1828                               | stattlicher klassizistischer Putzbau 1828, Querflügel späteres 19. Jahrhundert, Terrasse mit gotisierendem Holzvorbau | Fotos hochladen                         |
| Wohnhaus                            | Jakobstraße 17 Lage                       | 1840                               | stattlicher spätklassizistischer Putzbau, vor 1840, Erweiterung mit Torfahrt 1926, rückwärtiger Flügel 1895 | Fotos hochladen                         |
| Protestantisches Pfarrhaus          | Kirchheimer Straße 2 Lage                 | 1881                               | stattlicher gründerzeitlicher Walmdachbau, 1881 | BW                                      |
| Wohn- und Geschäftshaus             | Kirchheimer Straße 4 Lage                 | 1911                               | stattliches Eckwohn- und Geschäftshaus, Zopfstilmotive, 1911 | Fotos hochladen                         |
| Wohnhaus                            | Kirchheimer Straße 31 Lage                | 1911                               | zweieinhalb- bis dreigeschossiges Wohnhaus, Landhausstilmotive, 1911, Architekt O. Bügenburg; straßenbildprägend | BW                                      |
| Wohnhaus                            | Kirchheimer Straße 49c Lage               | 1925                               | eingeschossiger villenartiger Mansardwalmdachbau, 1925 | BW                                      |
| Verwaltungsgebäude                  | Kirchheimer Straße 100 Lage               | 1956                               | Verwaltungsgebäude der ehemaligen Schamottfabrik Karl Fliesen; zweieinhalbgeschossiger Bau mit Rasterfassade, attikaartigem Aufsatzgeschoss und Flugdächern, 1956 | BW                                      |
| Waisenhaus                          | Kreuzerweg 2 Lage                         | 1750–55                            | ehemaliges Waisenhaus; palaisartiger barocker Mansardwalmdachbau, bezeichnet 1750–55 | Fotos hochladen                         |
| Pforte                              | Lämmergasse, zu Nr. 2 Lage                | 1592                               | Renaissancepforte in der Hofmauer, bezeichnet 1592 | BW                                      |
| Leininger Oberhof                   | Neugasse 2/4/6 Lage                       | 1716                               | heute Stadtbibliothek und Vereinshaus; langgestreckte mehrflügelige, teilweise dreigeschossige barocke Anlage mit aufwändiger Torfahrt, 1716 | Fotos hochladen                         |
| Marstall und Viehhof                | Neugasse 3 Lage                           | 18. Jahrhundert                    | ehemaliger Marstall und Viehhof des gräflich-leiningischen Oberhofs, repräsentative Einfahrt und barockes Wohnhaus aus dem 18. Jahrhundert, spätklassizistisches Obergeschoss aus dem dritten Viertel des 19. Jahrhunderts | Fotos hochladen                         |
| Lateinschule                        | Neugasse 17 Lage                          | 1832–34                            | ehemalige Lateinschule; stattlicher klassizistischer Walmdachbau, 1832–34 | Fotos hochladen                         |
| Wohnhaus                            | Neugasse 22 Lage                          | 17. oder 18. Jahrhundert           | stattlicher barocker Winkelbau mit Walmdach | BW                                      |
| Hofanlage                           | Neugasse 23 Lage                          | 18. Jahrhundert                    | Hofanlage; spätbarocker Mansarddachbau, 18. Jahrhundert | BW                                      |
| Protestantisches Pfarrhaus          | Neugasse 24 Lage                          | 1884                               | ehemaliges protestantisches Pfarrhaus; villenartiger spätklassizistischer Putzbau, 1884 | BW                                      |
| Hofanlage                           | Neugasse 27 und 31 Lage                   | um 1600                            | ehemaliger Dreiseithof, im Kern um 1600, Nr. 31 in der ersten Hälfte des 19. Jahrhunderts überformt | BW                                      |
| Protestantische Friedenskirche      | Neugasse 28 Lage                          | 1740                               | qualitätvoller kubischer Walmdachbau, 1740 | weitere Bilder Fotos hochladen          |
| Hofanlage                           | Neugasse 33 Lage                          | erste Hälfte des 18. Jahrhunderts  | spätbarocker Mansarddachbau, erste Hälfte des 18. Jahrhunderts; am rückwärtigen Hofgebäude Kellerpforte, bezeichnet 1603 oder 1607; weitere Renaissance-Spolie; Volutenstein bezeichnet 1737 | BW                                      |
| Spolie                              | Neugasse, an Nr. 37 Lage                  | 1707                               | ehemaliger Torscheitelstein mit Doppelwappen, bezeichnet 1707 | BW                                      |
| Hofanlage                           | Neugasse 39 Lage                          | 18. Jahrhundert                    | Hofanlage; spätbarockes Wohnhaus, 18. Jahrhundert | BW                                      |
| Gemeinde-Badestube                  | Neugasse 48 Lage                          | 14. Jahrhundert                    | ehemalige Gemeinde-Badestube; spätgotisches Durchfahrtstor; im Keller Gruppe aus mehreren Raumeinheiten mit Brunnen, Röhrenresten, Trog, wohl aus dem 14. Jahrhundert | BW                                      |
| Hoftor                              | Neugasse, zu Nr. 55 Lage                  |                                    | Hoftor, rustizierte Sandsteinpfeiler; in der Scheune Kellerpforte, bezeichnet 1610 | BW                                      |
| Evangelische Pfarrkirche St. Martin | Obergasse 3/5 Lage                        | 1618                               | Turm bezeichnet 1618, Spolien des 11. Jahrhunderts, zweigeschossiger Aufsatz 1743, repräsentativer barocker Saalbau, 1727–36; außen zwei Grabplatten; Kriegergedächtnistafel 1914/18, Bildhauer: William Ohly | Fotos hochladen                         |
| Leininger Unterhof                  | Obergasse 7–15 (ungerade Nummern) Lage    | Mitte des 18. Jahrhunderts         | Toranlage mit Torhäusern; dreigeschossiger spätbarocker Mansarddachbau, wohl aus der Mitte des 18. Jahrhunderts; zweieinhalbgeschossiges spätklassizistisches Wohnhaus, 1850; Spolien in Nr. 13 und 15: zwei Sandsteinreliefs; am Gebäude des Altenhilfezentrums (Tiefenthaler Straße 4) Masken, 17. Jahrhundert                                                                   | Fotos hochladen                         |
| Katholische Pfarrkirche St. Peter   | Obersülzer Straße 1 Lage                  | 1704–17                            | ehemalige Kapuzinerklosterkirche; blockhafter Saalbau, 1704–17, Umbau 1840/42, Turm 1934/35; zweiflügeliges Klostergebäude, im Kern 1699/1700; umfriedetes Klostergelände mit Garten, barocke Toranlage bezeichnet 1714, darin Spolie um 1700 | weitere Bilder Fotos hochladen          |
| Villa                               | Obersülzer Straße 7 Lage                  | 1892                               | Krüppelwalmdach-Villa, spätklassizistische und Neurenaissancemotive, 1892 | Fotos hochladen                         |
| Villa                               | Obersülzer Straße 12a Lage                | 1875                               | spätklassizistische Walmdach-Villa, 1875 | Fotos hochladen                         |
| Villa                               | Obersülzer Straße 14 Lage                 | um 1882                            | zweieinhalbgeschossige spätklassizistische Walmdach-Villa, um 1882 | Fotos hochladen                         |
| Synagoge                            | Östlicher Graben 19 Lage                  | 1764                               | ehemalige Synagoge; spätbarocker Putzbau, 1764 | Fotos hochladen                         |
| Wohn- und Geschäftshaus             | Poststraße 2 Lage                         | 18. Jahrhundert                    | spätbarockes Wohn- und Geschäftshaus, 18. Jahrhundert | BW                                      |
| Wohnhaus                            | Poststraße 17 Lage                        | 1882                               | späthistoristisches Wohnhaus, 1882, Aufstockung und Erweiterung 1905, Rückgebäude 1897 | Fotos hochladen                         |
| Villen                              | Poststraße 19/21 Lage                     | 1891                               | gründerzeitliche Zwillingsvillen, zweieinhalbgeschossige Mansarddachbauten, Neurenaissance, 1891; Villen der jüdischen Brüder Jacobi, Inhaber der Neuleininger Steingutfabrik Jacobi, Adler & Co. | BW                                      |
| Gartenpavillon                      | Sausenheimer Straße, zu Nr. 2 Lage        | um 1830                            | Gartenpavillon, klassizistischer Rundbau, um 1830 | Fotos hochladen                         |
| Spolien                             | Sausenheimer Straße, an Nr. 8 Lage        | 1783                               | Inschriftstein und Spolie, Postament mit Basis und Deckplatte, bezeichnet 1783; Scheitelstein | BW                                      |
| Spolie                              | Sausenheimer Straße, an Nr. 14 Lage       | erste Hälfte des 18. Jahrhunderts  | Volutenstein, spätbarock, erste Hälfte des 18. Jahrhunderts | BW                                      |
| Fabrikgebäude                       | Sausenheimer Straße 27 Lage               | 1912                               | Fabrikationsgebäude, langgestreckter barockisierender Mansarddachbau, Eisenbetonkonstruktion, bezeichnet 1912, Architekt Otto Prott | Fotos hochladen                         |
| Katholisches Pfarrhaus              | Turnstraße 1 Lage                         | 1903                               | villenartiger Krüppelwalmdachbau, barockisierender Heimatstil, bezeichnet 1903 | BW                                      |
| Spolie                              | Vorstadt, an Nr. 3 Lage                   | Mitte des 18. Jahrhunderts         | reliefierter Schlussstein, Mitte des 18. Jahrhunderts | BW                                      |
| Spolie                              | Vorstadt, an Nr. 10 Lage                  | 1710                               | reliefierter Sandsteinblock, bezeichnet 1710, ehemaliger Güterstein (?) | BW                                      |
| Keller                              | Westlicher Graben, zu Nr. 51 Lage         | 1583                               | Keller, Rundbogenpforte bezeichnet 1583, Reliefplatte mit drei Wappen | BW                                      |
| Villa                               | Westring 60 Lage                          | 1914                               | repräsentative Mansarddach-Villa, neubarocke Motive, 1914 | BW                                      |
| Sparkasse                           | Westring 62 Lage                          | 1912                               | ehemalige Distriktsparkasse mit Direktorenwohnung; stattlicher Winkelbau mit Mansarddach, neubarocke und neuklassizistische Motive, 1912 | BW                                      |
| Weißes Häuschen                     | westlich der Stadt; Flur In der Röte Lage | um 1830                            | ehemaliger Weinbergspavillon, überkuppelter klassizistischer Rundbau, um 1830 | Fotos hochladen                         |

### Ehemalige Kulturdenkmäler
| Bezeichnung | Lage                        | Baujahr | Beschreibung | Bild            |
| ----------- | --------------------------- | ------- | --- | --------------- |
| Spolien     | Hauptstraße, an Nr. 87 Lage | 1723    | Spolien des ehemaligen Gasthauses „Zum Mohrenkopf“; spätbarocke Reliefplatte, bezeichnet 1746; barocker Volutenstein, bezeichnet 1723; aus Denkmalliste gelöscht | Fotos hochladen |

## Asselheim

### Einzeldenkmäler
| Bezeichnung                 | Lage                                          | Baujahr                            | Beschreibung | Bild                           |
| --------------------------- | --------------------------------------------- | ---------------------------------- | --- | ------------------------------ |
| Roter Turm                  | Eistalstraße 6 Lage                           | 13. oder 14. Jahrhundert           | Bruchstein-Rundturm der mittelalterlichen Ortsbefestigung, 13. oder 14. Jahrhundert | Fotos hochladen                |
| Reinhardsmühle              | Kappelstraße 21 Lage                          | 18. und 19. Jahrhundert            | vierflügelige Anlage, 18. und 19. Jahrhundert; eingeschossiges Wohnhaus mit Krüppelwalmdach über Hochkeller, 18. Jahrhundert, spätklassizistisches Wohnhaus, 1839 mit älteren Teilen, bezeichnet 1713 | BW                             |
| Kelterhaus                  | Langgasse 2 Lage                              | 16. Jahrhundert                    | Kelterhaus, scheunenartiger Bruchsteinbau, 16. Jahrhundert | BW                             |
| Wohnhaus                    | Langgasse 12 Lage                             | 15. Jahrhundert                    | Winzerhaus, im Kern gotischer Krüppelwalmdachbau, 15. Jahrhundert; ortsbildprägend | BW                             |
| Kelleranlagen               | Langgasse, unter Nr. 14 und 16 Lage           | 16. oder 17. Jahrhundert           | vier parallel liegende tonnengewölbte Keller sowie Gewölbe unter Nr. 16, eventuell aus dem 16. oder 17. Jahrhundert | BW                             |
| Spolie                      | Langgasse, an Nr. 19 Lage                     | 1724                               | Schlussstein mit Küferzeichen, bezeichnet 1724 | BW                             |
| Pforte                      | Langgasse, an Nr. 25 Lage                     | erste Hälfte des 16. Jahrhunderts  | Pforte, wohl aus der ersten Hälfte des 16. Jahrhunderts, Türblatt 18. Jahrhundert | BW                             |
| Hofanlage                   | Langgasse 27 Lage                             | erste Hälfte des 19. Jahrhunderts  | Winzerhof, stattliche Hofanlage; Torhausbau, klassizistische Motive, erste Hälfte des 19. Jahrhunderts | BW                             |
| Hofanlage                   | Langgasse 32 Lage                             | zweite Hälfte des 19. Jahrhunderts | Winzerhof, stattliche Hofanlage, zweite Hälfte des 19. Jahrhunderts; Torhausbau, klassizistische Motive, 1887 und um 1883; Scheune 1872 mit älteren Teilen, Keller bezeichnet 1723; straßenbildprägend | BW                             |
| Spolie                      | Langgasse, an Nr. 36 Lage                     | 1736                               | Schlussstein mit Küferzeichen, bezeichnet 1736 | BW                             |
| Wohnhaus                    | Langgasse 37 Lage                             | 1708                               | spätbarocker Walmdachbau, teilweise Fachwerk, bezeichnet 1708 | BW                             |
| Kriegerdenkmal              | Langgasse, vor Nr. 38 Lage                    | 1913                               | Kriegerdenkmal 1870/71, bayerischer Raupenhelm auf bekränztem Sandsteinsockel, davor Becken, bezeichnet JG, 1913 | Fotos hochladen                |
| Dorf- oder Deckersche Mühle | Langgasse 39 Lage                             | 18. Jahrhundert                    | Wohnhaus der ehemaligen Dorf- oder Deckerschen Mühle; Krüppelwalmdachbau, teilweise Fachwerk, wohl aus dem 18. Jahrhundert; Spolie bezeichnet 1825 | BW                             |
| Architekturteile            | Langgasse, an Nr. 43 Lage                     | 16. oder 17. Jahrhundert           | Renaissancepforte, 16. oder 17. Jahrhundert; spätbarocke Fenstereinfassungen, 18. Jahrhundert | BW                             |
| Wohnhaus                    | Langgasse 59 Lage                             | Mitte des 18. Jahrhunderts         | Fachwerkhaus, teilweise massiv, Mitte des 18. Jahrhunderts | BW                             |
| Protestantische Pfarrkirche | Ostergasse 6 Lage                             | 13. Jahrhundert                    | runder Turm, Erdgeschoss wohl aus dem 13. Jahrhundert, oberstes Geschoss wohl aus dem 16. Jahrhundert; Chor und Schiff spätgotisch, bezeichnet 1470, im Kern älter; vor der Kirche Grabplatte 14. Jahrhundert; Kriegerdenkmal 1914/18, Soldat, um 1935, von Georg Schubert, Frankenthal (Signatur); bauliche Gesamtanlage mit Nr. 4 (⊙): ehemaliges Pfarrhaus, Krüppelwalmdachbau, 1776, Hoftor bezeichnet 1732 | weitere Bilder Fotos hochladen |
| Kelterhaus                  | Ostergasse 7 Lage                             |                                    | ehemaliges Kelterhaus mit Keller, kleiner Bruchsteinbau; später mit Seitenflügel versehen und zur katholischen Kapelle umgestaltet, jetzt profaniert | Fotos hochladen                |
| Kelterhaus                  | Ostergasse 9 Lage                             | 1604                               | ehemaliges Kelterhaus; eingeschossiger Bau, bezeichnet 1604, Fachwerk 18. Jahrhundert | BW                             |
| Pforte                      | Ostergasse, an Nr. 10 Lage                    | 1497                               | Pforte bezeichnet 1497, Keller | BW                             |
| Wohnhaus                    | Ostergasse 11 Lage                            |                                    | Torhausbau, teilweise Fachwerk, bezeichnet 1709 mit älteren Teilen (vor 1689) | BW                             |
| Protestantisches Pfarrhaus  | Weinstraße 11 Lage                            | 1912                               | eingeschossiger Krüppelwalm-Mansarddachbau, Reformarchitektur, 1912, Architekt Peter Heisel | BW                             |
| Kilometerstein              | nördlich des Ortes an der L 516 Lage          |                                    | Kilometerstein, konischer Säulenstumpf | Fotos hochladen                |
| Neuer Friedhof              | nördlich des Ortes; Flur Elf Morgen Lage      | 1905                               | von Sandsteinquadermauer eingefasstes, 1905 angelegtes Areal; sechs Grabsteine, 1860/1870er Jahre sowie Grabmal Eheleute Zimmermann († 1898 und 1919) und wiederverwendetes Grabmal Eheleute Eibel, Jugendstil, 1910 | BW                             |
| Stephanskirchhof            | nördlich des Ortes; Flur Bei St. Stephan Lage |                                    | Reste des alten Friedhofs, von Bruchsteinmauer eingefasstes, bis 1905 belegtes Areal; Grabstein L. L. Weber, frühes 18. Jahrhundert, weitere Grabsteine des 19. Jahrhunderts | BW                             |

## Sausenheim

### Einzeldenkmäler
| Bezeichnung                    | Lage                                              | Baujahr                    | Beschreibung | Bild                           |
| ------------------------------ | ------------------------------------------------- | -------------------------- | --- | ------------------------------ |
| Spolien                        | Angelgasse, an Nr. 2 Lage                         | ab 1705                    | zwei Volutensteine, einer bezeichnet 1705, zwei Wappensteine, einer bezeichnet 1713, Türsturz bezeichnet 1861 | Fotos hochladen                |
| Mauer                          | Angelgasse, zu Nr. 5 Lage                         | 16. oder 17. Jahrhundert   | Bruchsteinhofmauer mit Pforte, 16. oder 17. Jahrhundert; Wandbrunnen; ehemaliger Grenzstein | BW                             |
| Protestantische Pfarrkirche    | Kirchgasse 7 Lage                                 | 1725                       | barocker Saalbau, bezeichnet 1725, neugotischer Turm, 1836, herausragender Taufstein aus dem 15. Jahrhundert, 12 Apostelgemälde auf Holz, um 1725; umfriedeter ehemaliger Kirchhof mit Grabsteinen des 17. bis 19. Jahrhunderts                 | Fotos hochladen                |
| Protestantischer Pfarrhof      | Kirchgasse 9/11 Lage                              | 16. bis 18. Jahrhundert    | Protestantischer Pfarrhof mit ehemaliger Zehntscheune; stattliche Hofanlage mit Krüppelwalmdachbauten, 16. bis 18. Jahrhundert; Einfahrtstor bezeichnet 1582, Wohnhaus 1783–86, Scheune bezeichnet 1720, ehemalige Zehntscheune bezeichnet 1725 | Fotos hochladen                |
| Pforte                         | Leiningerstraße, an Nr. 22 Lage                   | 14. oder 15. Jahrhundert   | gotische Pforte, 14. oder 15. Jahrhundert | Fotos hochladen                |
| Schulhaus                      | Leiningerstraße 58 Lage                           | 1908                       | ehemaliges Schulhaus; zweiteiliger Gruppenbau in barockisierendem Heimat- oder Landhausstil, bezeichnet 1908 | Fotos hochladen                |
| Brunnen                        | Rathausstraße Lage                                | 19. Jahrhundert            | Pumpbrunnen, Sandsteintrog, Gusseisen-Brunnenstock, 19. Jahrhundert | BW                             |
| Spolie                         | Rathausstraße, an Nr. 1 Lage                      | 1601                       | Portalsturz, bezeichnet 1601 | BW                             |
| Wohnhaus                       | Rathausstraße 3 Lage                              | Mitte des 18. Jahrhunderts | stattlicher barocker Mansardwalmdachbau, Mitte des 18. Jahrhunderts | Fotos hochladen                |
| Hofanlage                      | Rathausstraße 14 Lage                             | 18. Jahrhundert            | Winzerhof, Vierseithof; zweiteiliger Torhausbau, 18. Jahrhundert und 1874, Kellerpforte bezeichnet 1595 | BW                             |
| Rat- und Schulhaus             | Rathausstraße 15/17 Lage                          | 1749                       | Nr. 15 stattlicher spätbarocker Krüppelwalmdachbau, bezeichnet 1749, mit Renaissance-Rundbogentor um 1600, ehemaliger Prangerring und Sandsteinrelief, überdachte Außentreppe; Nr. 17 spätklassizistisches Schulhaus, bezeichnet 1879           | Fotos hochladen                |
| Torbogen                       | Rathausstraße, an Nr. 20 Lage                     | 1594                       | reicher Renaissancetorbogen, bezeichnet 1594 | BW                             |
| Katholische Kirche St. Stephan | Untertorstraße 8 Lage                             | 12. oder 13. Jahrhundert   | neugotischer Saalbau, 1888/89, Flankenturm aus dem 12. oder 13. Jahrhundert, Chor und Katharinenkapelle 14. Jahrhundert; ehemaliger Friedhof, in der umgebenden Mauer barocke Grabkreuze, davor zwei Grabkreuze, neugotischer Grabstein         | weitere Bilder Fotos hochladen |
| Torpfeiler                     | Untertorstraße, an Nr. 17 Lage                    | 1578                       | Hoftorpfeiler, bezeichnet [1]578 | BW                             |
| Hofanlage                      | Untertorstraße 22 Lage                            | spätes 18. Jahrhundert     | stattlicher Dreiseithof, spätes 18. Jahrhundert; eingeschossiger breitgiebliger Krüppelwalm-Mansarddachbau, teilweise Fachwerk, verputzt, bezeichnet 1789                                                                                       | BW                             |
| Kriegerdenkmal                 | Untertorstraße, neben Nr. 23 Lage                 | 1928                       | Kriegerdenkmal 1914/18 und 1939/45, 1928 ummauerter Hof; reliefierter Sandsteinblock von Ludwig Kern, Namenstafeln | Fotos hochladen                |
| Friedhofskreuz und Grabmäler   | südlich des Ortes; Flur An der Oberen Pforte Lage | 1852                       | auf dem 1852 angelegten umfriedeten Friedhof: Friedhofskreuz 1872; Grabmäler: G. C. Simon († 1852) Urne, J. Heckmann, Ädikula; Familie Simon (ab 1894), Neurenaissance; Familie Johannes Hammer II (ab 1916), galvanoplastisches Relief         | Fotos hochladen                |